# دانیله ورد
دانیله ورد (انگلیسی: Daniele Verde؛ زادهٔ ۲۰ ژوئن ۱۹۹۶) بازیکن فوتبال اهل ایتالیا است که برای باشگاه اسپتزیا بازی می‌کند‌.
از باشگاه‌هایی که در آن بازی کرده‌است می‌توان به باشگاه فوتبال هلاس ورونا، باشگاه فوتبال فروزینونه، باشگاه فوتبال رئال وایادولید، باشگاه فوتبال آ.اس. رم و باشگاه فوتبال دلفینو پسکارا اشاره کرد.
وی همچنین در تیم‌های ملی فوتبال زیر ۱۹ سال ایتالیا، زیر ۲۰ سال ایتالیا و زیر ۲۱ سال ایتالیا بازی کرده‌است.